# Manou Jue Cardoso
Manou Jue Cardoso (Den Haag, 3 januari 2004) is een Nederlands (stem)actrice en zangeres. 

## Biografie
Jue Cardoso begon op achtjarige leeftijd als stemactrice voor onder andere Disney Channel en Nickelodeon. Ze sprak onder andere de stem in van Anna in Frozen, Libby in The Good Dinosaur en Bonnie in meerdere seizoen van een animatieserie over Pokémon. Ook speelde ze op jonge leeftijd in musicals, zoals The Sound of Music, waarin de rol van Martha von Trapp vertolkte.
In 2017 deed Jue Cardoso mee aan de audities van het Junior Songfestival. Ze stootte door en vormde samen met Loïs Beekhuizen en Luana Khelashvili de meidengroep DREAMZ. In de halve finales wisten de meiden niet door te stoten naar de finale. Een jaar later was Jue Cardoso te zien in de Nickelodeon-serie De Ludwigs te zien als Alexandra en in Geheim van de Bloedverwanten als Apollo. Tevens vertolkte ze dat jaar de rol van Maan in de bioscoopfilm First Kiss van Just Entertainment.
Jue Cardoso speelde in 2019 de rol van Lea in de bioscoopfilm De club van lelijke kinderen. Ook verscheen ze in de televisieserie Het einde van de wereld. Datzelfde jaar vertolkte ze de rol van Fleur in Instagramserie Anymoodys van Studio 100. Dit was de eerste serie die enkel op het platform Instagram was te volgen.
Naast haar acteerwerk was Jue Cardoso ook online reporter van de Kids Top 20, een televisieprogramma van AVROTROS.
In 2020 was Jue Cardoso als Kira te zien in de televisieserie Brugklas. Sinds 2021 was Jue Cardoso tevens te zien in de Videoland televisieserie Gamekeepers als Lizzy Boukema. Vanaf 2023 vertolkt ze de rol van Roxanne Haverman in de televisieserie H3L op Videoland. Een jaar later speelde Jue Cardoso de hoofdrol van Tess in de NPO Zapp televisieserie Summer Break.

## Filmografie

### Films
| Jaar | Titel                        | Rol   | Opmerking |
| ---- | ---------------------------- | ----- | --------- |
| 2018 | First Kiss                   | Maan  |           |
| 2019 | De club van lelijke kinderen | Lea   |           |
| 2023 | Leeuwin                      | Chloe |           |

### Televisie
| Jaar       | Titel        | Rol              | Extra   |
| ---------- | ------------ | ---------------- | ------- |
| 2018–2019  | De Ludwigs   | Alexandra        | 23 afl. |
| 2020–2023  | Brugklas     | Kira             | 11 afl. |
| 2019–2022  | Gamekeepers  | Lizzy Boukema    | 39 afl. |
| 2023-heden | H3L          | Roxanne Haverman | 57 afl. |
| 2024       | Summer Break | Tess             | 8 afl.  |